# 上帝也瘋狂
《上帝也瘋狂》是一個牛蛙制作在1989年開發的上帝模擬遊戲類電腦遊戲。它是《上帝也瘋狂》系列中的第一個遊戲，之後的版本有《上帝也疯狂2：诸神的审判》與《上帝也瘋狂3：開天闢地》。游戏在台灣由當時的智冠科技的《軟體世界》系列所代理販售。
1991年在美國，《上帝也瘋狂》獲得Origins Award所頒發的1990年度「最佳的軍事或戰略電腦遊戲」獎。 

## 外部連結
- 莫比游戏上的《Populous》（英文）
- Populousat
- Rhod's Populous & Powermonger Collection （页面存档备份，存于）
- Edge Online article - The Making Of: Populous （页面存档备份，存于）